# Études des sciences et des techniques
 (décembre 2020).

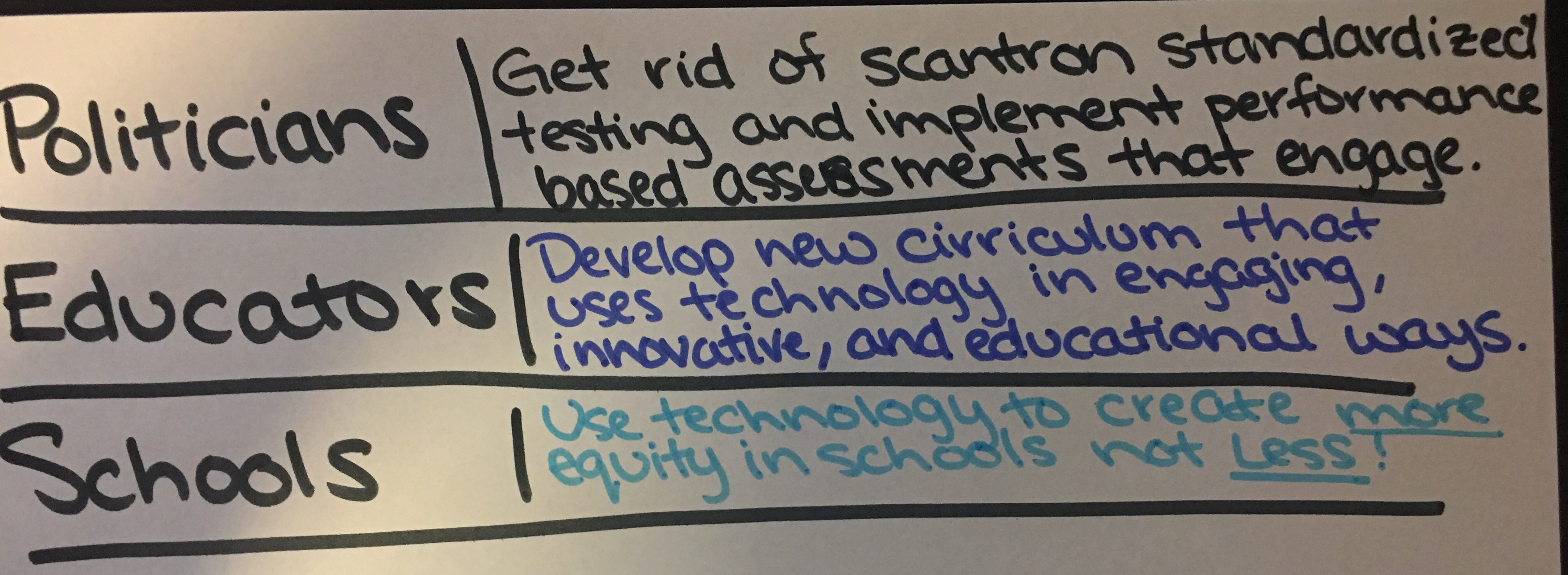
Comment les différents rôles en matière d’éducation peuvent utiliser la technologie pour avoir un impact positif sur l’éducation.

Les études des sciences et des techniques, mieux connues dans le monde anglo-saxon sous le nom de Science and technology studies (STS ou S&TS) sont un domaine de recherche interdisciplinaire en sciences sociales qui s'est développé durant les années 1960-1970.
Les STS étudient la manière dont les facteurs sociaux, politiques ou culturels interviennent dans les recherches scientifiques ou les innovations technologiques et, comment, en retour, ces dernières modifient la société, le politique ou la culture,,. Ce programme est actuellement implanté dans de nombreuses universités à travers le monde, offrant la possibilité de poursuivre des études de baccalauréat et dans certains établissements de master et de doctorat dans le domaine des STS.
Deux grands axes de recherche peuvent être dégagés des études des sciences et technologies:
- l'étude des relations entre les innovations scientifiques/technologiques et la société, en postulant que celles-ci sont socialement constituées et que la société est elle-même un agrégat sociotechnique;
- la prise en considération des effets produits par ces innovations, les risques qu'elles produisent et la redéfinition des paramètres sociaux qu'elles induisent.

L'essentiel des travaux portent sur la sociologie des sciences, la recherche scientifique et l'innovation. Les politiques de science et technologie, politiques de recherche et les politiques d'innovation font également partie de ce domaine.
Parmi les représentants des STS francophone, on peut nommer Jean-Jacques Salomon (Conservatoire national des arts et métiers), Bruno Latour (chaire Gabriel Tarde, Sciences Po), Madeleine Akrich (Mines ParisTech), Michel Callon (École des mines de Paris), Dominique Pestre (EHESS), Benoît Godin (INRS), Jean Marie Biggard (INRS) ou encore Camille Limoges (UQAM).

## Histoire

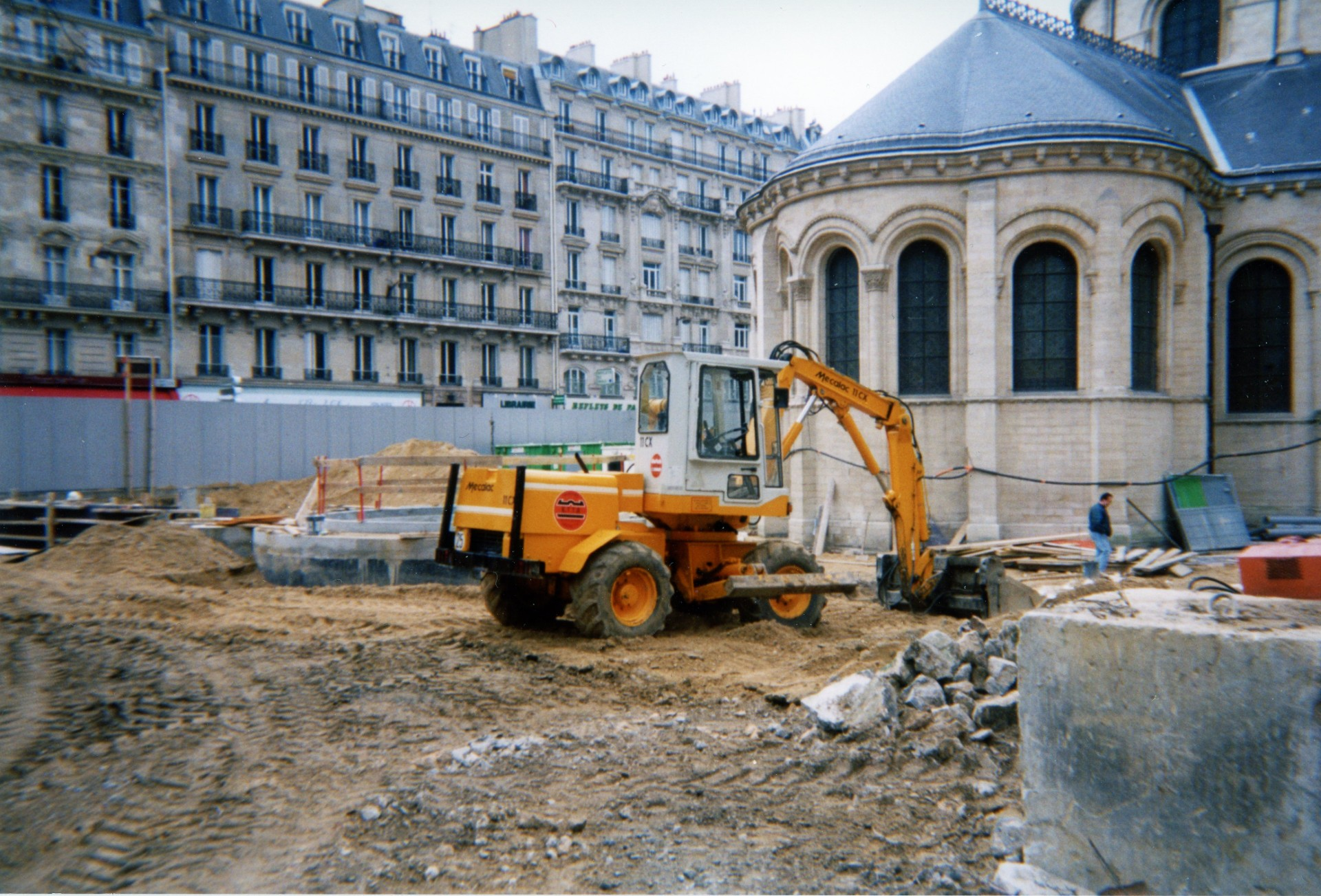
Rénovation du musée du Conservatoire National des Arts et Métiers consacré à l'histoire des sciences et des techniques.

### Débuts
Les principales composantes des STS se sont développées indépendamment et de manière isolée à partir des années 1960, bien que l'ouvrage de Ludwik Fleck Genèse et développement d'un fait scientifique (1935) soit considéré comme précurseur de la démarche de l'étude des sciences et technologies. Parallèlement, l'influence des travaux de Karl Mannheim, du constructivisme social et la sociologie des sciences ont également contribué à la mise en place du programme des STS qui se situe aux confluents de plusieurs domaines d'études relevant de disciplines diverses (histoire, philosophie, sciences sociales) dont les principaux sont :
- Science Studies : issues le plus souvent des représentants du courant de la  sociologie de la connaissance scientifique, elles mettent l'analyse des controverses scientifiques et de leur contexte sociotechnique au cœur de leur démarche. Ce courant se distingue de la sociologie des sciences initiée par Robert K. Merton en refusant de concevoir les sciences comme un domaine autonome (par rapport aux intérêts, aux passions ou à la politique) dont les énoncés seraient universels. Au contraire, les penseurs du « programme fort » tels que David Bloor ou Barry Barnes, de même que Harry Collins avec son « programme empirique du relativisme » considèrent les sciences comme des constructions humaines au même titre que toute autre pratique sociale. Ils défendent également un principe de symétrie qui contraint l'analyste à demeurer impartial et à considérer également les réussites comme les échecs, les gagnants comme les perdants. Loin de réduire la science à une rationalité et un fonctionnement intrinsèque, les Science studies adoptent une conception dynamique des sciences qui tient compte de sa dimension politique, de ses conséquences, ses coûts, ses lieux de production (tels que le laboratoire), son mode de diffusion et les objets qu'elle mobilise pour réaliser son programme. L'intérêt se porte non plus sur la science déjà faite qui intéresse plutôt l'épistémologie, mais sur la science en train de se faire et produite localement.

- Histoire des technologies : s'intéresse à la technologie d'un point de vue sociohistorique. À partir des années 1960, certains historiens se sont interrogés sur le « déterminisme technologique », un courant de pensée qui postule la passivité du public face au développement scientifique et technologique. Cette perspective est bientôt abandonnée et rejetée comme relevant d'une approche positiviste par une nouvelle génération d'historiens qui commencent à développer une approche contextuelle de la technologie en prenant notamment pour objet l'histoire de la médecine. Durant les années 1980, les historiens Thomas P. Hughes, Steven Shapin et Simon Schaffer développent une histoire des sciences et des technologies qui tient compte de l'approche des Science studies. Le premier propose une analyse des réseaux à la fois sociaux, politiques et économiques de l'électricité et des nombreux sites d'administration, de production et de contrôle qui rendent possible son fonctionnement ; les deux derniers mettent l'accent sur la dimension politique et rhétorique du savoir scientifique et de la reconfiguration du monde qu'implique la diffusion et la légitimation d'innovations telles que la pompe à air de Boyle.

- Philosophie des sciences/histoire des sciences : en 1962, Thomas Samuel Kuhn fait paraître son célèbre ouvrage intitulé The Structure of Scientific Revolutions où il soutient que les changements de programme dans les théories scientifiques sont attribuables à des paradigmes intellectuels sous-jacents et variables historiquement. Cette approche a donné lieu à la création de programmes reprenant cette thèse dans plusieurs universités comme l'Université de Californie ou Berkeley qui ont contribué au rapprochement entre historiens et philosophes des sciences. En France, les travaux de Michel Foucault (en développant la pensée de Gaston Bachelard et Georges Canguilhem) insistent sur l'historicité de la vérité scientifique et mettent l'accent sur les pratiques discursives.

## Sociologie des sciences
La sociologie des sciences et des techniques est née en Grande-Bretagne dans la deuxième moitié du XXe siècle. Elle étudie les influences réciproques entre la science et les technologies d’une part, et, la société d’autre part. L’objet même de cette recherche est récusé par ceux qui pensent que la science est rationnelle et par conséquent  indépendante des déterminations de la société et des passions politiques. Bruno Latour récuse la possibilité de séparer et d’opposer la société et la technique car elles sont inextricablement liées. Il se contente d’étudier le cheminement d’une découverte scientifique ou technique dans ses interactions avec la société. Une autre approche de la sociologie des sciences étudie l’influence des facteurs sociaux et des groupes d’intérêts sur la recherche scientifique et technologique. Cependant la tendance à ne décrire qu'en termes de compétition l'organisation de la recherche scientifique par Bruno Latour et Pierre Bourdieu a été critiquée,. Pour Jacques Ellul la Technique a pris une place prépondérante dans la société. Cette dernière assiste impuissante au développement de la technoscience. La société ne se permet pas de dire non à une innovation dès lors qu’elle est possible. Toute discussion se termine par « de toute façon on n’arrête pas le progrès ». Edgar Morin demande de considérer la science comme objet de science et d'examiner en termes scientifiques la relation entre savoir et pouvoir. Enfin une troisième approche prend aussi en compte le rôle de la perception des variations de la Nature dans l'évolution des sciences et des techniques . Le prélèvement et/ou la transformation de la nature ne va pas de soi pour de nombreuses cultures, ce qui conditionne aussi la mise en place de la technique.

## Le cheminement de la recherche

### Les fondements
Les découvertes nouvelles se font à partir d’études précédentes et de cumul de documents. Rassembler et comparer un grand nombre d’éléments permet des déductions et des extrapolations. Ce processus est grandement facilité par l’informatique. Parallèlement, des améliorations dans les instruments de mesure ouvrent la porte à de nouvelles découvertes. Les recherches nécessitent d’énormes moyens en hommes et en matériel. Concernant la recherche fondamentale le financement est essentiellement assuré par l’État et par des fonds publics. Elle ne représente que 11 % des dépenses totales de recherche. La recherche dans les technosciences est financée par le secteur privé en vue d’innovations ou pour les revenus tirés de brevets. Le coût élevé de la recherche et la nécessité d’en trouver le financement modifient l’image du découvreur. Le savant isolé faisant une découverte est remplacé par des équipes, les unes travaillant sur place, les autres développant à l’extérieur des réseaux de soutien tant sur le plan financier que pour la mise sur le marché.

### La procédure
Les changements technologiques ont lieu hors de l’espace public. La conception et le développement des produits et systèmes techniques se réalisent dans les lieux propres industriels et économiques. Les acteurs qui s’y trouvent sont en position de force dans la définition des trajectoires que la société devra emprunter. Pour être mis sur le marché les produits devront d’abord soit répondre aux normes déjà existantes soit obtenir des autorisations de la part d’administrations ou d’agences chargées de régulation. Une fois sur le marché les nouveaux produits sont susceptibles de provoquer des débats en vue de nouvelles formes de régulation. Des ONG, des associations y prennent part mais également des acteurs institutionnels tels que l’OMC avec son tribunal. Les débats prennent la forme de comités d’experts ou de tables rondes. Des demandes peuvent en appeler au politique.

## La science
La science est présentée comme neutre, objective et rationnelle. Son objectivité est contestée. La question de sa rationalité peut se poser parfois au vu de son utilité, de son coût et de ses conséquences.

### Un savoir sélectif
Les thèmes des études scientifiques sont fixés par de nombreux pouvoirs (financier, politique, associatif). Ils ne sont pas neutres mais répondent aux objectifs de ces pouvoirs. Ils dépendent à la fois d'influences externes au champ scientifique, mais aussi de positionnement internes (concurrence, distinction). Les données utilisées dans l’étude ne sont pas neutres non plus. Certaines données peuvent être écartées parce que jugées secondaires, ou impossibles à utiliser ou ignorées parce qu’elles affaibliraient la portée d’une démonstration. L’utilisation de statistiques peut masquer une question parce que celle-ci n’est pas chiffrable. Ainsi les statistiques sur l’échec scolaire prennent en compte le statut économique et social des parents qui est chiffrable. La question du sens de l’école en dehors de l’avenir professionnel n’est pas évoquée. Cet aspect aurait dû être pris en compte car il a une incidence sur l’échec scolaire.
Philippe Godard souligne que le savoir scientifique est un savoir parcellaire. La science nécessite une expertise toujours plus pointue, Elle s’éloigne toujours plus du tout. Le tout n’est pas la somme des parties. Il est autre chose. Ce n’est pas en disséquant la vie qu’on la comprend. Plus la science avance, plus elle met en lumière la complexité de l’univers.

### La rationalité
Il n’est pas possible de comprendre le débat sur la rationalité ou l’irrationalité de la science sans prendre en considération les chercheurs avec leurs buts et leurs trajets. Une enquête avait été réalisée auprès d’une vingtaine de Prix Nobel, biologistes, chimistes, généticiens, etc., dans les années 1960, au début des manipulations génétiques. Elle interrogeait sur l’avenir de ces techniques et ce que l’on pourrait espérer en obtenir. En dehors de banalités comme rendre l’homme meilleur ou plus intelligent ils se sont révélés incapables de dire quel modèle humain leur paraissait souhaitable. L’absence de finalité autre que purement technique jette un doute sur la rationalité des recherches scientifiques.

### Le savoir profane

#### Le déni des savoirs profanes
L’autonomisation de la science et son rejet de tout savoir profane remonte à la fin du XVIIIe siècle. L’Académie royale de médecine de Paris condamne les cures magnétiques, puis l’hypnose et la phytothérapie. Les formes populaires de connaissance des sages-femmes, herboristes ou guérisseuses sont exclues du champ de la connaissance légitime. Au XIXe siècle la vulgarisation scientifique consacre la frontière entre science et public. La délégitimation de l’amateur par les savants construit une frontière sociale et leur donne une autorité intellectuelle et des opportunités de carrière. Les réfutations de leurs assertions deviennent plus difficiles.

#### Les mobilisations citoyennes
Dans les années 1960 les nouveaux mouvements sociaux critiquent la dépossession démocratique des savoirs et passent à l’action. Un groupe féministe ouvre une structure illégale permettant aux femmes d’avorter dans de bonnes conditions. L’expertise de militantes dans les avortements illégaux ouvre la voie à la légalisation de l’interruption volontaire de grossesse (IVG) et démystifie le pouvoir de la profession médicale. Avec Internet les malades s’organisent en associations et contestent certaines pratiques médicales. Les ONG  disposent d’une expertise qui est devenue incontournable dans le domaine de l’environnement. Des profanes produisent des savoirs et des innovations majeures avec les logiciels libres.

#### Les spécificités du savoir profane
Par la sélection les paysans ont diversifié de nombreuses variétés comestibles. Des paysans chinois ont doublé leur rendement de riz et pratiquement éradiqué la maladie la plus grave du riz, le champignon Magnaporthe grisea, en mélangeant des variétés d’une même espèce. En Amérique latine les paysans plantent du mucuna avant de semer du maïs sur les sols dégradés et sujets à l’érosion. Par la suite les rendements sont multipliés par deux et parfois trois en cultivant simultanément maïs et mucuna. L’association au riz d’azolles et l’introduction dans les rizières d’alevins de poissons permet aussi de multiplier les récoltes dans l’année. À Madagascar les paysans luttent efficacement contre la faim et la sécheresse en utilisant des variétés et des méthodes préconisées par une ONG malgache de développement durable.
C’est une infirmière et un biologiste, et non des architectes ou des urbanistes, qui ont lancé la création du quartier BedZED à Londres. L’empreinte écologique a été réduite de moitié, la consommation énergétique de 90 %, d’eau de 50 % et le budget des ménages de 15 %. Cette expérience a inspiré des nombreux autres projets tous différents selon les contextes locaux.
Le savoir profane développé par des usagers directs répond à des besoins spécifiques. Il se rapporte également à des questions localisées dans le temps ou l’espace et n’est pas généralisable. Il prend en compte les spécificités locales du terroir, des habitudes et des savoir-faire locaux. Souvent il associe des détenteurs de savoirs différents (usagers, experts autodidactes, etc.).

#### Une coproduction souhaitable
Les non-spécialistes peuvent contribuer à produire des informations essentielles sur des sujets scientifiques et des problèmes d’ingénierie. Celles obtenues par des profanes dans l’enquête Berger au Canada ont joué un rôle-clé dans le rapport final concernant le projet de gazoduc. Isabelle Stengers estime que la science pédagogique n’existera pas tant que les enseignants n’auront pas les moyens de se définir eux-mêmes en référence à leurs expériences et de poser les problèmes qui les intéressent
De nouveaux modes de construction de savoirs se pratiquent en associant experts officiels et profanes dans des coproductions. Des expériences collaboratives entre communautés de terroirs-sources et chercheurs existent en France, en Algérie et au Bénin. Le Québec met en place des Alliances recherche université-communauté (ARUC). En France l’Île-de-France et la Bretagne ont repris cette idée et également l’Union européenne.

### Les brevets

#### Historique
Dans l’après-guerre les brevets ne concernaient pas la recherche fondamentale. Celle-ci était subventionnée par l’État. Les brevets ne portaient que sur l’invention d’un nouveau dispositif ou d’un nouveau procédé technique. Mais le Japon et l’Allemagne innovaient en utilisant les percées de la recherche américaine. Pour rétablir la compétitivité de ses entreprises le gouvernement américain a élargi la propriété intellectuelle à la recherche fondamentale. En 1980 il a édicté le Bayh-Dole Act qui autorise les universités et les laboratoires de recherche à déposer des brevets sur les découvertes financées  par des fonds de recherche publique.

#### La science entravée
La production de connaissances est un processus cumulatif. Empêcher la diffusion de nouvelles découvertes scientifiques nuit à leur essor. Le Secrétariat d’État à la Santé américaine a publié un rapport en 2009 constatant les effets négatifs des brevets. A contrario l’efficacité des logiciels libres témoigne de l’efficience d’une science ouverte.
La valeur financière des brevets a des conséquences sur l’orientation de la recherche fondamentale. Les capitaux financent des programmes dont les brevets rapporteront des profits. Les universités et centres de recherche ont de plus en plus besoin de recourir à des financements privés. Ils privilégient les matières intéressant le secteur privé au détriment d’approches scientifiques alternatives. En d’autres termes les sujets de recherche sont fixés par le marché.
La diminution des budgets publics qui leur sont alloués et leur remplacement par des financements privés contraignent les universités et organismes de recherche à privilégier les objectifs des apporteurs de fonds, même si ces fonds sont modérés. Un apport privé de 10 ou 20 % du budget total suffit à orienter profondément leur activité alors que le financement public est majoritaire. De nombreux domaines de recherche restent orphelins tels que  l’agroécologie, des méthodes culturales plus respectueuses de l’environnement ou la recherche de variétés végétales les mieux adaptées à chaque terroir pour ne parler que des savoirs alternatifs aux OGM. Les recherches sur la fusion nucléaire ou sur la fission nucléaire se font au détriment de celles sur les énergies renouvelables ou sur les économies d’énergie.

## La technoscience

### Neutralité
La technique, de même que la science, est considérée comme autonome et moralement neutre. Elle n’est pas neutre parce que son financement ne l’est pas. Il est assuré soit par le secteur privé soit par l’État. Les finalités sont d’ordre économique pour le premier. Pour l’État la défense représente environ 50 % de son budget de recherche et développement en France et plus de 60 % aux États-Unis au Royaume-Uni. La France consacre également presque 8 % de ce budget à la croissance industrielle et le Royaume-Uni presque 4 %. La part restante aux autres recherches, agriculture biologique, santé, recherches sociétales, nocivité de nouveaux produits tels que les OGM ou les nanoparticules, etc., est réduite.
Les techniques ne peuvent pas non plus être considérées comme neutres car elles sont porteuses de transformation de la société, de ses pratiques et de sa culture,. Elles contraignent nos modes de vie. À ce titre Richard Sclove estime qu’elles doivent pouvoir être contestées et éventuellement considérées comme politiquement ou culturellement inacceptables.

### Dégâts
Les dégâts des techniques peuvent s’avérer importants à terme. L’agriculture intensive détériore les sols, pollue, diminue le biodiversité et par conséquent la résilience. L’utilisation du charbon comme source d’énergie a permis le développement industriel mais a déclenché le réchauffement climatique. Les infrastructures de communication du fait du bétonnage, amputent les surfaces de terre cultivable et perturbent le cycle de l’eau. À côté des effets voulus de la technique et de leurs effets prévisibles se trouvent des effets imprévisibles. Ceux-ci représentent un grand facteur d’incertitude.

### Coûts
La technoscience a un coût. Une partie des coûts correspond à son financement. L’autre partie est indirecte. La pollution causée par les techniques engendre des coûts dans les domaines de la santé, du bâtiment, de l’eau et du réchauffement climatique. L’épuisement des matières non renouvelables fait monter leurs prix et nécessite des recherches pour leur substitution. La gestion des déchets représente un coût important à court ou à long terme. Les dangers potentiels de nouvelles techniques appellent à des précautions ou à des couvertures d’assurance. Ces externalités négatives ne sont pas prises en considération dans les coûts ni dans les décisions d’opportunité des innovations.

### Le principe de précaution
Le principe de précaution concerne des nuisances futures que pourrait entraîner une nouvelle découverte. Son application est controversée. Ses détracteurs exigent des preuves de la nocivité. Celles-ci peuvent n’apparaître que beaucoup plus tard. L’exemple du DDT est édifiant. Massivement utilisé depuis les années 1940 l’on savait que le DDT se dégrade très lentement, qu’il s’accumule dans les organismes et qu’il est toxique pour des animaux au cycle de vie plus court que celui des hommes. En 1963 le responsable de la recherche agronomique au ministère de l’agriculture américain déclarait que bien qu’il soit utilisé depuis plus de vingt ans le DDT n’a jamais été signalé pour des effets délétères dans l’organisme humain. Il s’est avéré que pour les femmes nées précisément en 1963 et qui ont 52 ans en 2015 le quart de celles qui ont été le plus exposées in utero au DDT avaient un risque quadruplé de contracter un cancer du sein.
Les défenseurs du principe de précaution mettent l’accent sur la complexité des systèmes vivants. La moindre modification dans ces systèmes ou dans leur environnement provoque une onde de choc dont les répercussions s’accompagnent d’incertitudes et de dangers. Ces considérations ne sont guère prises en compte, en particulier dans les recherches de géoingénierie. Celles-ci visent à intervenir à grande échelle sur le système climatique afin de contrer par des artifices le réchauffement de la Terre. Les principales techniques proposées concernent l’augmentation de la capacité d’absorption du CO2 par les océans et le réfléchissement des rayons solaires. Il s’agit d’ensemencer l’océan notamment avec des particules de fer, de chaux ou de phosphore. Les écosystèmes et la composition chimique des océans en seraient modifiés entraînant des conséquences négatives les unes déjà prévisibles, les autres non. Masquer les rayonnements ou une partie du spectre solaire ne serait pas sans conséquence sur la vie sur Terre. Modifier artificiellement le climat aura des effets sur la totalité de la planète. Selon les endroits, les uns seront positifs, les autres négatifs. Ce qui pourra engendrer de nouveaux conflits. Le Pentagone envisage les modifications de climat comme arme de guerre. Les études de géoingénierie sont financées par Bill Gates, les grandes compagnies pétrolières et le Pentagone.

### Incidences sociétales
La technique est prétendue socialement neutre.En réalité les systèmes techniques sont des structures qui contraignent des choix de vie et d’organisation. Le tout-automobile  et les autoroutes favorisent la dispersion de l’habitat, du grand commerce, des industries, aux conséquences écologiques et sociales négatives, pollution accrue, diminution des terres cultivables et ségrégation de populations. Ces structures, une fois mises en place rendent des alternatives difficiles du fait des habitudes, des intérêts et des coûts. Les générations suivantes en sont influencées.
La technique est souvent présentée comme la seule solution à tous nos problèmes (tiers-monde, pollution, santé et même sens de la vie),. Elle serait susceptible de créer une nouvelle société. Dans la réalité c’est plutôt l’inverse qui a lieu. Les techniques se moulent dans les configurations matérielles et cristallisent les rapports sociaux.

### L’expertise

#### Des biais
L’expertise scientifique a pour mission de déterminer la dangerosité de substances ou de techniques et de définir des mesures permettant de garantir certains niveaux de protection. Les biais concernant les arbitrages par l’expertise sont nombreux. Le manque d’indépendance de l’expertise à l’égard des intérêts et des enjeux économiques est souvent dénoncé. Il peut arriver que quelques chercheurs soient financés par des entreprises pour déconstruire les connaissances et fabriquer de l’incertitude. Des comités d’experts en matière de pesticides ou de médicaments disposent de grandes capacités d’influence et d’action vu les asymétries de pouvoirs et de réseaux dont ils disposent. Les conflits d’intérêts des experts ne sont pas toujours déclarés comme ils le devraient. Les incertitudes concernant des risques non encore avérés ne sont guère pris en compte.

#### Un regard partiel
Le regard des experts est partiel et simplifié. La sociologie a mis en évidence l’interdépendance de domaines pourtant différents. Toute innovation doit être étudiée sous  l’ensemble des points de vue. Pour Christophe Bonneuil et Pierre-Benoît Joly l’expertise doit être démocratisée, pluraliste et inclusive. Elle doit incorporer les parties prenantes et les savoirs profanes. Pour Richard Sclove c’est dans la représentation de tous les points de vue que résiderait l’impartialité. Il estime que les valeurs doivent aussi être prises en compte.

## Un contrôle démocratique

### L’argument scientifiquement fondé
Les grands choix scientifiques, agriculture productiviste, énergie nucléaire, nanotechnologies par exemple, n’ont jamais été soumis à l’épreuve de la démocratie. La science modifie par ses applications nos modes d’existence. Elle doit donc être sous contrôle démocratique. Avec l’affaiblissement des budgets publics les universités et laboratoires de recherche recourent à des financements privés. Ceux-ci se placent en fonction de leurs intérêts. L’objectif n’est pas d’améliorer la vie mais de créer des profits. La recherche est dictée par le marché et non par les besoins. L’argument de scientifiquement fondé souvent mis en avant est un argument d’autorité qui n’est pas acceptable.

### La pertinence des savoirs
Un sondage d’opinion depuis 1972 témoigne d’un décrochage concernant le progrès. Pour 56 % des personnes en 1972 la science apportait plus de bien que de mal. Ils n’étaient que 37 % en 1994. Ils étaient 38 % en 1972 et 56 % en 1994 à penser que la science apportait autant de mal que de bien. Pour Isabelle Stengers la première question à poser est celle de la pertinence de la recherche et la réponse n’est pas réservée aux savants. Par exemple rechercher les relations entre les gènes humains et l’intelligence ou l’homosexualité n’est pas pertinent. Cette connaissance risque de favoriser des dispositifs autoritaires de sélection ou de ségrégation. Elle ne paraît pas porteuse d’un progrès pour l’humanité.

### La formation des savants
Les savants ne peuvent être les seuls à fixer les domaines à explorer. En démocratie ceux qui ont le savoir ne doivent pas être les seuls à prendre les décisions et décider ce qui est bon aux autres. Les savants doivent défendre les raisons de leur choix. Ils savent déjà le faire vis-à-vis des financeurs. Ils devront apprendre à le faire vis-à-vis des citoyens. La pertinence des savoirs est un élément qui devrait être enseigné dans le secondaire et faire partie de la formation des savants. La formation des savants n’intègre actuellement pas de réflexion philosophique ni de considération sur les préoccupations sociales. Il faut leur permettre d’assumer pleinement leur dimension citoyenne et donc de bénéficier de la sécurisation de l’emploi et de la protection de lanceur d’alerte.

### L’utilité des controverses
La participation active de tous les intéressés est un gage de succès et d’efficacité. Tous les groupes susceptibles d’être affectés doivent être pleinement représentés dans le processus de prévision. La sociologie des controverses sociotechniques démontre que celles-ci sont le moteur de l’avancée des connaissances. L’implication d’acteurs aux points de vue et aux savoirs divers permet d’enrichir les points de vue trop étroits des experts, de dépasser des cadrages dominants et de mieux explorer la diversité des futurs sociotechniques possibles. Les controverses enrichissent aussi bien la démocratie que la science.

### Les critères du choix
Le principe moral de responsabilité devrait être appliqué à la science au même titre que le principe de précaution. Cette responsabilité concerne, entre autres, la démocratie, l’éthique, la qualité de vie, la société, la nature. La science se doit d’être démocratique et de favoriser la démocratie. Elle doit répondre aux problèmes qui se posent à la société. Les innovations doivent être compatibles, voire favoriser, les relations sociales de type démocratique. Elles ne doivent pas augmenter le contrôle social. Les technologies doivent participer à l’élaboration des modes de vie choisis et optimiser le bien-être social. Les innovations doivent avantager le plus grand nombre. L’environnement doit être pris en compte et les pollutions diminuées. Les technologies doivent accroître les pouvoirs locaux et l’autosuffisance locale.

### L’intervention démocratique
Le retrait relatif de l’État, le poids accru de l’économie privée expliquent et justifient l’engagement croissant des citoyens-usagers dans les innovations scientifiques et technologiques. Le contrôle démocratique doit avoir lieu en amont à un stade où la possibilité  d’influencer les cours est, de loin, la plus grande. À ce stade peut avoir lieu l’exploration d’une gamme variée d’options sociotechniques, l’examen approfondi des incertitudes et finalement une expertise plus robuste.
Les formes du débat démocratique doivent varier selon les cas. Peu d’innovations ont eu lieu dans ce domaine. Le débat public en France est régi par des lois qui en fixent la procédure pour les questions d’environnement et de bioéthique. Les conférences de citoyens existent dans différents pays. Elles sont essentielles lorsque le débat porte sur des enjeux de société. Elles ont été expérimentées en France mais leur méthodologie est sujette à variations. Pour être valides la procédure devrait être codifiée par la loi. La Fondation Sciences citoyennes a proposé un projet législatif pour les encadrer.